# Le Verdier
Pour les articles homonymes, voir Verdier.
Le Verdier (en occitan Lo Verdièr) est une commune française située dans le nord-ouest du département du Tarn, en région Occitanie. Sur le plan historique et culturel, la commune est dans le Gaillacois, un pays qui doit sa notoriété à la qualité de ses vins.
Exposée à un climat océanique altéré, elle est drainée par la Vère, le ruisseau de Vervère, le ruisseau d'escourou et par deux autres cours d'eau.
Le Verdier est une commune rurale qui compte 227 habitants en 2022, après avoir connu un pic de population de 756 habitants en 1836.  Elle fait partie de l'aire d'attraction de Gaillac. Ses habitants sont appelés les Verdiérois ou  Verdiéroises.

## Géographie

### Communes limitrophes
Le Verdier est limitrophe de cinq autres communes.
Les communes limitrophes sont Cahuzac-sur-Vère, Castelnau-de-Montmiral, Saint-Beauzile, Sainte-Cécile-du-Cayrou et Vieux.
|                         | Saint-Beauzile         |                  |
| Sainte-Cécile-du-Cayrou | du Verdier             | Vieux            |
|                         | Castelnau-de-Montmiral | Cahuzac-sur-Vère |

### Géologie et relief
La superficie de la commune est de 954 hectares ; son altitude varie de 169  à   290 mètres.

### Hydrographie
La commune est dans le bassin de la Garonne, au sein du bassin hydrographique Adour-Garonne. Elle est drainée par la Vère, le ruisseau de Vervère, le ruisseau d'escourou, un bras du Vervère et le ruisseau d'Escandérou, qui constituent un réseau hydrographique de 13 km de longueur totale,.
La Vère, d'une longueur totale de 53,2 km, prend sa source dans la commune du Le Garric et s'écoule d'ouest en est. Elle traverse la commune et se jette dans l'Aveyron à Bruniquel, après avoir traversé 15 communes.
Le ruisseau de Vervère, d'une longueur totale de 13,4 km, prend sa source dans la commune de Tonnac et s'écoule vers le sud. Il traverse la commune et se jette dans la Vère sur le territoire communal, après avoir traversé 5 communes.

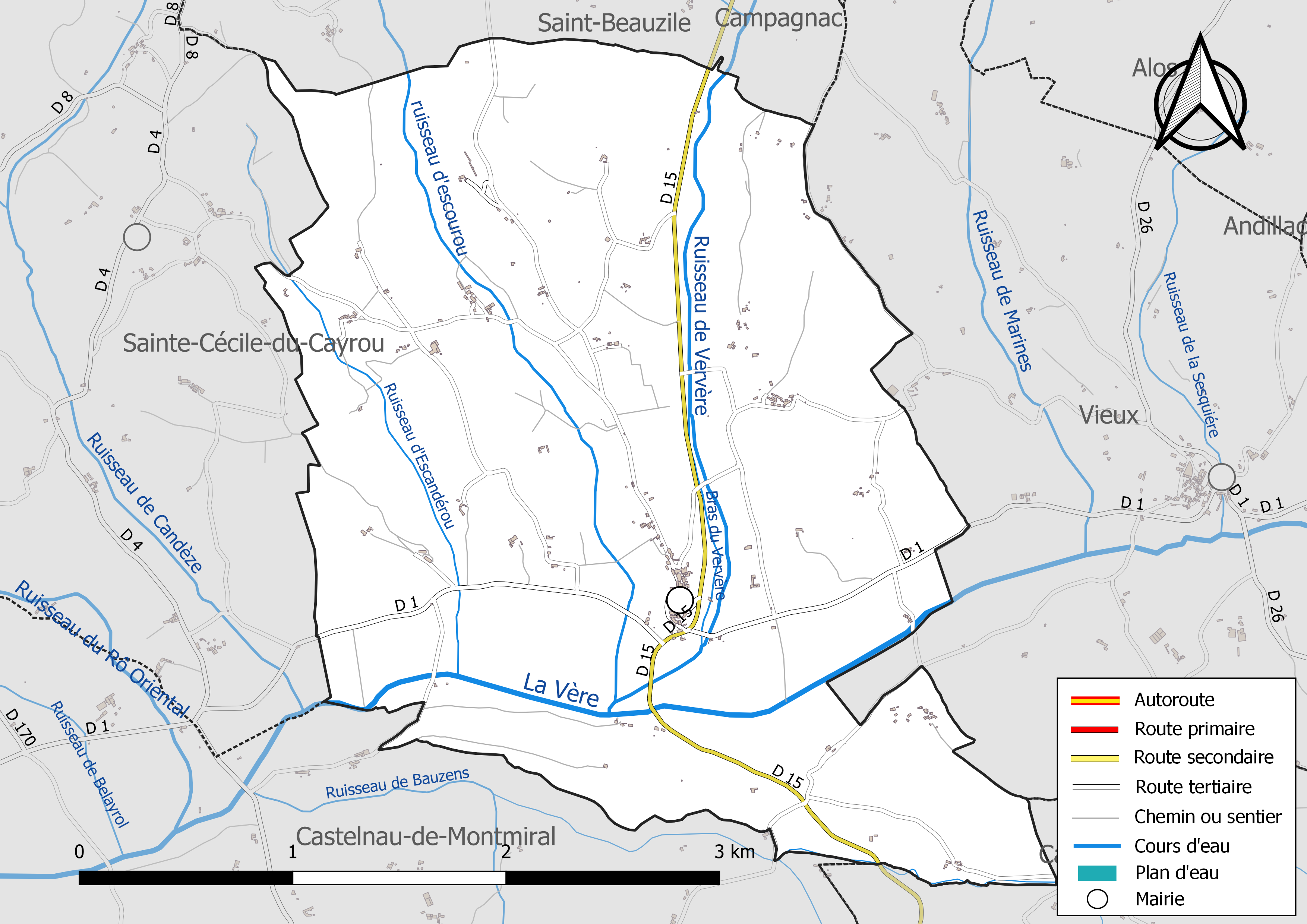
Réseaux hydrographique et routier duVerdier.

### Climat
Pour des articles plus généraux, voir Climat de l'Occitanie et Climat du Tarn.
En 2010, le climat de la commune est de type climat du Bassin du Sud-Ouest, selon une étude du Centre national de la recherche scientifique s'appuyant sur une série de données couvrant la période 1971-2000. En 2020, Météo-France publie une typologie des climats de la France métropolitaine dans laquelle la commune est exposée à un climat océanique altéré et est dans la région climatique Aquitaine, Gascogne, caractérisée par une pluviométrie abondante au printemps, modérée en automne, un faible ensoleillement au printemps, un été chaud (19,5 °C), des vents faibles, des brouillards fréquents en automne et en hiver et des orages fréquents en été (15 à 20 jours).
Pour la période 1971-2000, la température annuelle moyenne est de 13 °C, avec une amplitude thermique annuelle de 15,9 °C. Le cumul annuel moyen de précipitations est de 806 mm, avec 10,1 jours de précipitations en janvier et 5,5 jours en juillet. Pour la période 1991-2020, la température moyenne annuelle observée sur la station météorologique de Météo-France la plus proche, « Puycelsi », sur la commune de Puycelsi à 11 km à vol d'oiseau, est de 13,2 °C et le cumul annuel moyen de précipitations est de 740,4 mm. 
La température maximale relevée sur cette station est de 41,9 °C, atteinte le 24 août 2023 ; la température minimale est de −11,7 °C, atteinte le 8 février 2012,,.
Les paramètres climatiques de la commune ont été estimés pour le milieu du siècle (2041-2070) selon différents scénarios d'émission de gaz à effet de serre à partir des nouvelles projections climatiques de référence DRIAS-2020. Ils sont consultables sur un site dédié publié par Météo-France en novembre 2022.

### Milieux naturels et biodiversité
Aucun espace naturel présentant un intérêt patrimonial n'est recensé sur la commune dans l'inventaire national du patrimoine naturel,,.

## Urbanisme

### Typologie
Au 1er janvier 2024, Le Verdier est catégorisée commune rurale à habitat très dispersé, selon la nouvelle grille communale de densité à sept niveaux définie par l'Insee en 2022.
Elle est située hors unité urbaine. Par ailleurs la commune fait partie de l'aire d'attraction de Gaillac, dont elle est une commune de la couronne,. Cette aire, qui regroupe 14 communes, est catégorisée dans les aires de moins de 50 000 habitants,.

### Occupation des sols
L'occupation des sols de la commune, telle qu'elle ressort de la base de données européenne d’occupation biophysique des sols Corine Land Cover (CLC), est marquée par l'importance des territoires agricoles (89,6 % en 2018), une proportion identique à celle de 1990 (89,6 %). La répartition détaillée en 2018 est la suivante : 
zones agricoles hétérogènes (37,8 %), terres arables (31,6 %), cultures permanentes (20,2 %), forêts (8,4 %), milieux à végétation arbustive et/ou herbacée (2 %). L'évolution de l’occupation des sols de la commune et de ses infrastructures peut être observée sur les différentes représentations cartographiques du territoire : la carte de Cassini (XVIIIe siècle), la carte d'état-major (1820-1866) et les cartes ou photos aériennes de l'IGN pour la période actuelle (1950 à aujourd'hui).

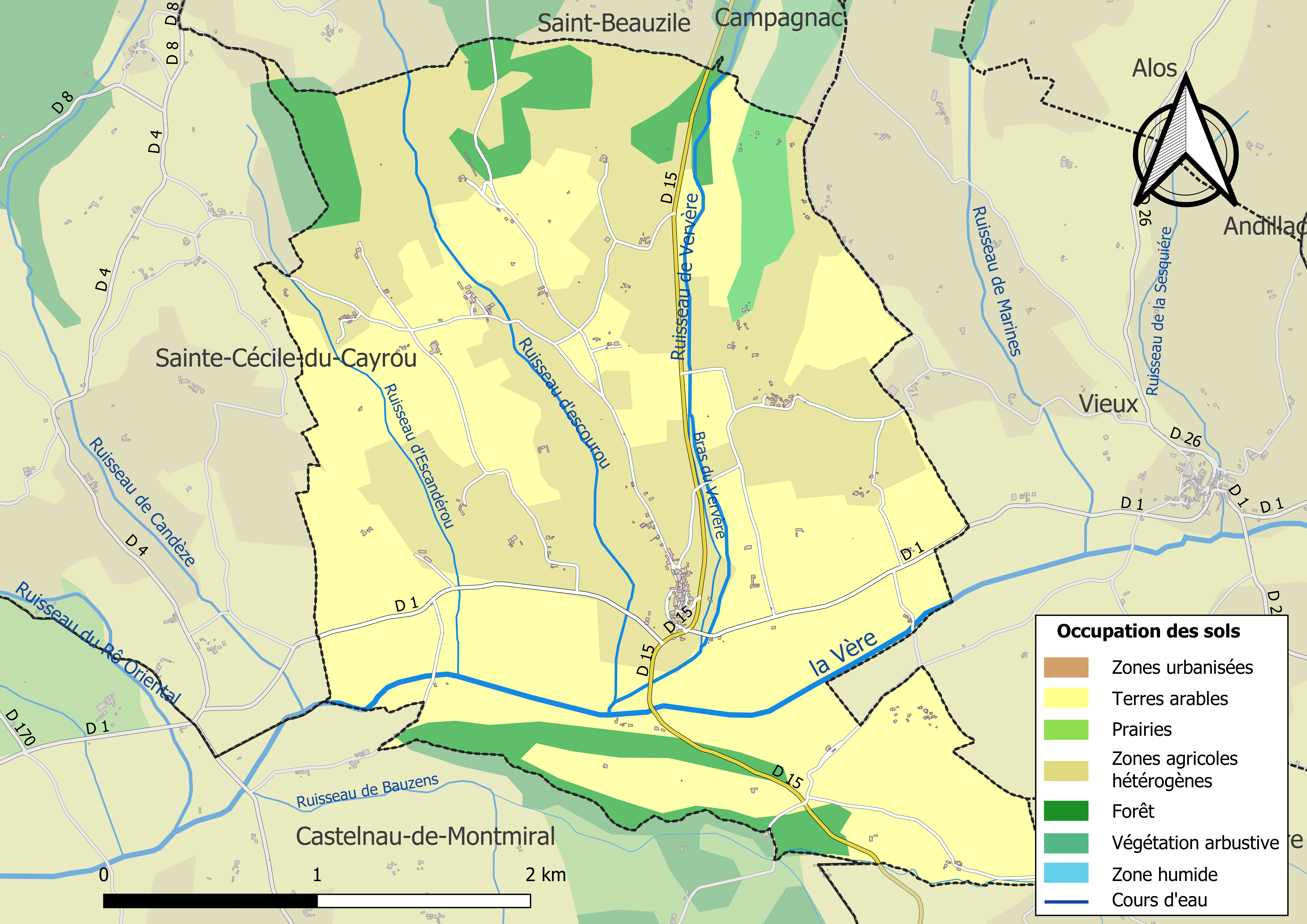
Carte des infrastructures et de l'occupation des sols de la commune en 2018 (CLC).

### Risques majeurs
Le territoire de la commune du Verdier est vulnérable à différents aléas naturels : météorologiques (tempête, orage, neige, grand froid, canicule ou sécheresse), inondations, mouvements de terrains et séisme (sismicité très faible). Il est également exposé à un risque technologique,  le transport de matières dangereuses, et à un risque particulier : le risque de radon. Un site publié par le BRGM permet d'évaluer simplement et rapidement les risques d'un bien localisé soit par son adresse soit par le numéro de sa parcelle.

#### Risques naturels
Certaines parties du territoire communal sont susceptibles d’être affectées par le risque d’inondation par débordement de cours d'eau, notamment la Vère et le ruisseau de Vervère. La cartographie des zones inondables en ex-Midi-Pyrénées réalisée dans le cadre du XIe Contrat de plan État-région, visant à informer les citoyens et les décideurs sur le risque d’inondation, est accessible sur le site de la DREAL Occitanie. La commune a été reconnue en état de catastrophe naturelle au titre des dommages causés par les inondations et coulées de boue survenues en 1982,.
Le Verdier est exposée au risque de feu de forêt. En 2022, il n'existe pas de Plan de Prévention des Risques incendie de forêt (PPRif). Le débroussaillement aux abords des maisons constitue l’une des meilleures protections pour les particuliers contre le feu,.

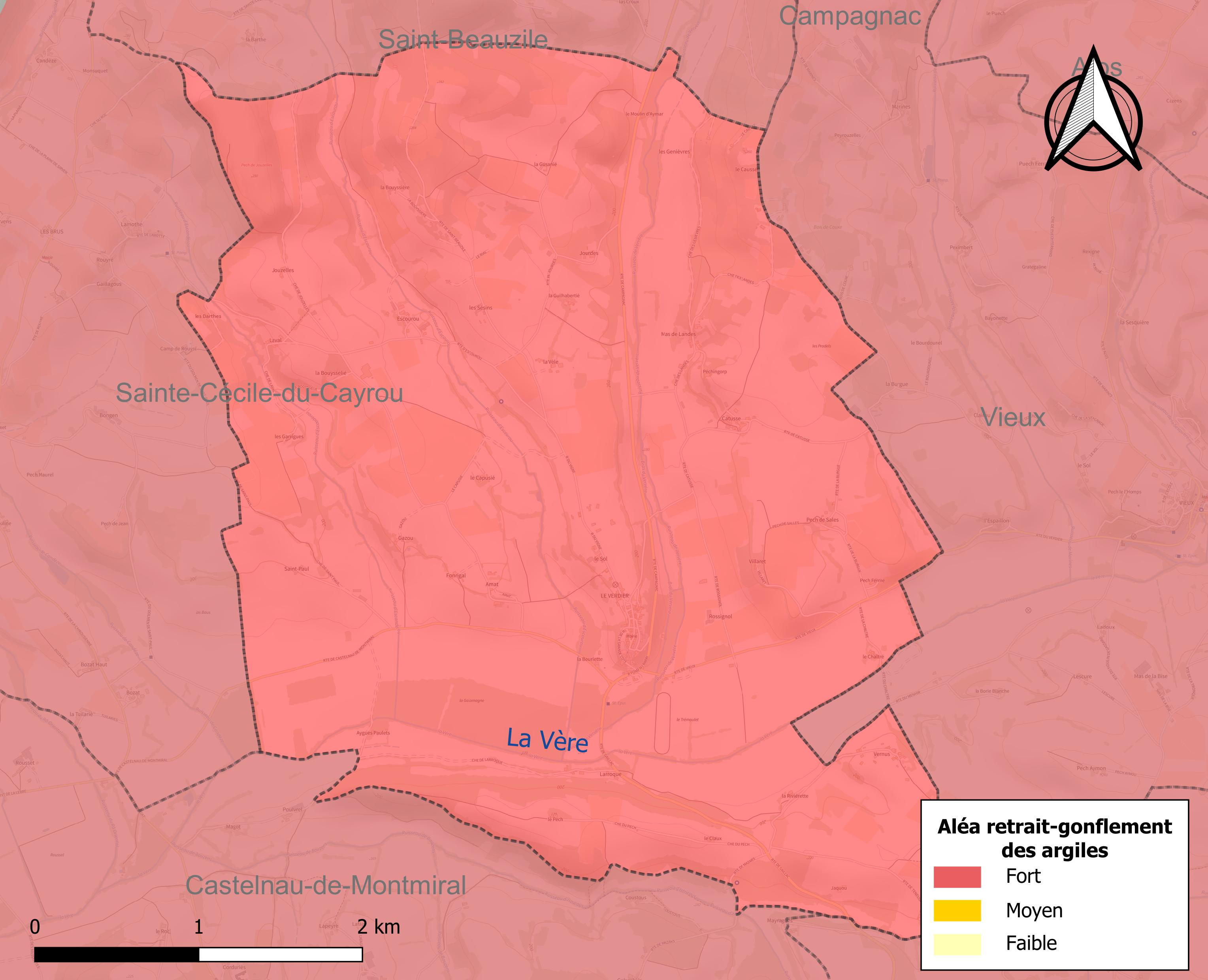
Carte des zones d'aléa retrait-gonflement des sols argileux du Verdier.

La commune est vulnérable au risque de mouvements de terrains constitué principalement du retrait-gonflement des sols argileux. Cet aléa est susceptible d'engendrer des dommages importants aux bâtiments en cas d’alternance de périodes de sécheresse et de pluie. La totalité de la commune est en aléa moyen ou fort (76,3 % au niveau départemental et 48,5 % au niveau national). Sur les 146 bâtiments dénombrés sur la commune en 2019, 146 sont en aléa moyen ou fort, soit 100 %, à comparer aux 90 % au niveau départemental et 54 % au niveau national. Une cartographie de l'exposition du territoire national au retrait gonflement des sols argileux est disponible sur le site du BRGM,.
Par ailleurs, afin de mieux appréhender le risque d’affaissement de terrain, l'inventaire national des cavités souterraines permet de localiser celles situées sur la commune.

#### Risques technologiques
Le risque de transport de matières dangereuses sur la commune est lié à sa traversée par des infrastructures routières ou ferroviaires importantes ou la présence d'une canalisation de transport d'hydrocarbures. Un accident se produisant sur de telles infrastructures est susceptible d’avoir des effets graves sur les biens, les personnes ou l'environnement, selon la nature du matériau transporté. Des dispositions d’urbanisme peuvent être préconisées en conséquence.

#### Risque particulier
Dans plusieurs parties du territoire national, le radon, accumulé dans certains logements ou autres locaux, peut constituer une source significative d’exposition de la population aux rayonnements ionisants. Certaines communes du département sont concernées par le risque radon à un niveau plus ou moins élevé. Selon la classification de 2018, la commune du Verdier est classée en zone 2, à savoir zone à potentiel radon faible mais sur lesquelles des facteurs géologiques particuliers peuvent faciliter le transfert du radon vers les bâtiments.

## Toponymie
Le toponyme vient de l'occitan vergièr, verdièr : verger.
Il existe de nombreux lieux-dits de même nom dont un dans le Cantal.

## Histoire
Le Verdier est une commune connue dans la région pour ses sites archéologiques très riches. Des fouilles y ont même été effectuées.
Au XIXe siècle, Pierre Deymier, fils de François Deymier (1806-1881) et d'Anne Marie Maurel (1818-1880), étant maçon, construisît le clocher, il a aussi honoré la tradition qui voulait qu'il boive un litre de vin blanc assis à cheval sur la croix une fois qu'il l'aura fixée.
Témoignage de Marie-Anne DEYMIER, son arrière petite fille.

## Politique et administration

### Administration municipale
Le nombre d'habitants au recensement de 2017 étant compris entre 100 habitants et 499 habitants, le nombre de membres du conseil municipal pour l'élection de 2020 est de onze,.

### Rattachements administratifs et électoraux
Commune faisant partie de la Gaillac Graulhet Agglomération et du canton de Vignobles et Bastides (avant le redécoupage départemental de 2014, Le Verdier faisait partie de l'ex-canton de Castelnau-de-Montmiral) et avant le 1er janvier 2017 elle faisait partie de la communauté de communes de Vère Grésigne.

### Liste des maires
| Période | Période             | Identité        | Étiquette | Qualité |
| ------- | ------------------- | --------------- | --------- | ------- |
| 2004    | 2009                | Pierre Delpech  |           |         |
| 2009    | 2014                | Patrick Delmas  |           |         |
| 2014    | 21/12/2021 (Décédé) | Michel Desmars  |           |         |
| 2022    | En cours            | Sylvie Da Silva |           |         |

## Population et société

### Démographie
| selon la population municipale des années : | 1968 | 1975 | 1982 | 1990 | 1999 | 2006 | 2009 | 2013 |
| Rang de la commune dans le département      | 162  | 166  | 205  | 208  | 201  | 209  | 210  | 214  |
| Nombre de communes du département           | 326  | 324  | 324  | 324  | 324  | 323  | 323  | 323  |

### Enseignement
Le Verdier fait partie de l'académie de Toulouse.

### Activités sportives
Chasse, randonnée pédestre, pétanque,

### Écologie et recyclage
La collecte et le traitement des déchets des ménages et des déchets assimilés ainsi que la protection et la mise en valeur de l'environnement se font dans le cadre de Gaillac Graulhet Agglomération.

## Économie

### Revenus
En 2018, la commune compte 100 ménages fiscaux, regroupant 220 personnes. La médiane du revenu disponible par unité de consommation est de 20 750 € (20 400 € dans le département).

### Emploi
|                | 2008  | 2013  | 2018  |
| -------------- | ----- | ----- | ----- |
| Commune        | 2,9 % | 8,4 % | 6,2 % |
| Département    | 8,2 % | 9,9 % | 10 %  |
| France entière | 8,3 % | 10 %  | 10 %  |

En 2018, la population âgée de 15 à 64 ans s'élève à 127 personnes, parmi lesquelles on compte 71,3 % d'actifs (65,1 % ayant un emploi et 6,2 % de chômeurs) et 28,7 % d'inactifs,. Depuis 2008, le taux de chômage communal (au sens du recensement) des 15-64 ans est inférieur à celui de la France et du département.
La commune fait partie de la couronne de l'aire d'attraction de Gaillac, du fait qu'au moins 15 % des actifs travaillent dans le pôle,. Elle compte 29 emplois en 2018, contre 26 en 2013 et 48 en 2008. Le nombre d'actifs ayant un emploi résidant dans la commune est de 85, soit un indicateur de concentration d'emploi de 33,6 % et un taux d'activité parmi les 15 ans ou plus de 50 %.
Sur ces 85 actifs de 15 ans ou plus ayant un emploi, 17 travaillent dans la commune, soit 20 % des habitants. Pour se rendre au travail, 84,9 % des habitants utilisent un véhicule personnel ou de fonction à quatre roues, 5,8 % les transports en commun, 3,5 % s'y rendent en deux-roues, à vélo ou à pied et 5,8 % n'ont pas besoin de transport (travail au domicile).

### Activités hors agriculture
23 établissements sont implantés  au Verdier au 31 décembre 2019.
Le secteur du commerce de gros et de détail, des transports, de l'hébergement et de la restauration est prépondérant sur la commune puisqu'il représente 34,8 % du nombre total d'établissements de la commune (8 sur les 23 entreprises implantées  au Le Verdier), contre 26,7 % au niveau départemental.

### Agriculture
La commune est dans le Gaillacois, une petite région agricole au sous-sol argilo-graveleux et/ou calcaire dédiée à la viticulture depuis plus de 2000 ans, située dans le centre-ouest du département du Tarn. En 2020, l'orientation technico-économique de l'agriculture  sur la commune est la polyculture et/ou le polyélevage. 
|               | 1988 | 2000 | 2010 | 2020 |
| ------------- | ---- | ---- | ---- | ---- |
| Exploitations | 26   | 19   | 13   | 12   |
| SAU (ha)      | 616  | 675  | 556  | 473  |

Le nombre d'exploitations agricoles en activité et ayant leur siège dans la commune est passé de 26 lors du recensement agricole de 1988  à 19 en 2000 puis à 13 en 2010 et enfin à 12 en 2020, soit une baisse de 54 % en 32 ans. Le même mouvement est observé à l'échelle du département qui a perdu pendant cette période 58 % de ses exploitations,. La surface agricole utilisée sur la commune a également diminué, passant de 616 ha en 1988 à 473 ha en 2020. Parallèlement la surface agricole utilisée moyenne par exploitation a augmenté, passant de 24 à 39 ha.

## Culture locale et patrimoine

### Lieux et monuments
- Le dolmen de Pierre Levée, dit aussi Peiro Lebado de Saint-Pierre, situé au nord de la commune, sur un petit plateau calcaire. Peiro Lebado est l'une des nombreuses variantes de « pèira levada », mot occitan pour "pierre levée", qui désigne tantôt un dolmen, tantôt un menhir. La Pierre Levée de Saint-Pierre est associée dans une légende à la Pierre Levée de Saint-Paul (Monument historique), qui se trouve sur la commune voisine de Sainte-Cécile-du Cayrou.
- Le pigeonnier du Verdier sur pilier.
- Château de la Coste
- Église Saints-Pierre-et-Paul du Verdier. Fresques dans le baptistère peintes par Nicolas Greschny.